# 乳酸正丁酯
乳酸正丁酯是一种有机化合物，化学式为C7H14O3。它可由乳酸和正丁醇的催化酯化反应制得。它可用作溶剂和化工原料，以及和乳制品相关的调味剂。它可以代谢为乳酸，以及正丁醇、正丁醛和正丁酸。